# 城堡石娛樂公司
城堡石娛樂公司（英語：Castle Rock Entertainment）是一間美國電影公司，主要製作電影。城堡石娛樂公司成立於1987年，由Martin Shafer、勞勃·萊納、Andy Scheinman、Glenn Padnick、艾倫·霍恩所創立。城堡石娛樂公司最初是個獨立營運的電影公司，目前隸屬於華納媒體集團。

## 歷史
城堡石這名稱來自於史蒂芬·金的小說《再死一次》的一個虛構濱海小鎮。城堡石娛樂公司的第一部製作電影是《當哈利碰上莎莉》，是與Nelson Entertainment公司共同出資拍攝，由哥倫比亞電影公司發行。
在城堡石娛樂公司的營運初期，主要與哥倫比亞電影公司、Nelson Entertainment共同合作。城堡石娛樂公司的主要創建者多曾任職於Embassy Pictures，例如勞勃·萊納曾為Embassy Pictures執導《公主新娘》，這家公司後被Nelson Entertainment併購。新線影業後來併購Nelson Entertainment，成為城堡石娛樂公司的後期主要合作公司。
在1994年，泰德·透納經營的透納廣播公司買下城堡石娛樂公司。在1996年，時代華納集團收購透納廣播公司，城堡石娛樂公司成為時代華納集團的一家子公司。同屬透納集團的漢納-巴貝拉製作公司被華納兄弟影業公司合併；城堡石娛樂公司成為華納影業的子公司；新線影業則維持獨立的運作。
在2004年，城堡石娛樂公司拍攝電腦動畫《北極特快車》，是公司的少數賣座電影。在2007年，新線影業與城堡石娛樂公司共同拍製《瞞天殺局》，這是它們被透納集團收購以來的首次合作。

### 發行
在1999年以前，城堡石娛樂公司的早期影片大部分由哥倫比亞電影公司發行。在1999年，城堡石娛樂公司拍製的電影《綠色奇蹟》由華納兄弟影業公司與環球影業共同發行，華納兄弟影業公司具有美國的電影發行權，環球影業具有美國以外的發行權。到了2003年，華納兄弟影業公司已經取得所有前透納集團旗下公司的發行權，包含城堡石娛樂公司。

## 版權
城堡石娛樂公司在1994年之前的電影，多由米高梅公司持有在海外市場的電影與影帶發行權；《火線大行動》與《軍官與魔鬼》是少數例外，由哥倫比亞電影公司持有。至於城堡石娛樂公司在1994年之後的電影版權，目前由華納影業所持有；但是，《KISS情人》與《最後迪斯可》的美國版權、以及《白宮夜未眠》的全球版權，則由環球影業持有。

## 主要作品

### 哥倫比亞影業公司發行
- 《Winter People》
- 《當哈利碰上莎莉》
- 《蒼蠅王（英语：Lord of the Flies (1990 film)）》
- 《拯救未來（英语：The Spirit of '76 (1990 film)）》
- 《枕邊不細語（英语：Sibling Rivalry）》
- 《戰慄遊戲》
- 《城市鄉巴佬》
- 《來世碰今生（英语：Late for Dinner）》
- 《Year of the Comet》
- 《週末夜先生（英语：Mr. Saturday Night）》
- 《軍官與魔鬼》
- 《黑白追緝令》
- 《火線大行動》
- 《勾魂遊戲》
- 《Josh and S.A.M.》
- 《體熱邊緣（英语：Malice (1993 film)）》
- 《小子大聯盟（英语：Little Big League）》
- 《浪子保鑣（英语：North (1994 film)）》
- 《刺激1995》
- 《愛在黎明破曉時》
- 《For Better or Worse》
- 《熱淚傷痕（英语：Dolores Claiborne (film)）》
- 《忘情巴黎（英语：Forget Paris）》
- 《遠東之旅（英语：Beyond Rangoon）》
- 《A Midwinter's Tale》
- 《白宮夜未眠》
- 《Othello》
- 《吸血鬼也瘋狂（英语：Dracula: Dead and Loving It）》
- 《溫馨真情（英语：The Spitfire Grill）》
- 《檔案風暴（英语：City Hall (1996 film)）》
- 《Some Mother's Son》
- 《Lone Star》
- 《脫衣舞孃》
- 《非常手段（英语：Extreme Measures）》
- 《SubUrbia》
- 《一觸即發（英语：Absolute Power (film)）》
- 《密西西比謀殺案（英语：Ghosts of Mississippi）》
- 《哈姆雷特（英语：Hamlet (1996 film)）》
- 《雪地迷蹤（英语：Alaska (1996 film)）》
- 《等待古夫曼（英语：Waiting for Guffman）》
- 《零效應（英语：Zero Effect）》
- 《我的巨人（英语：My Giant）》
- 《Sour Grapes》
- 《賤錢眼開（英语：Envy (2004 film)）》
- 《非常衝突（英语：Sleuth (2007 film)）》

### 華納兄弟影業公司發行
- 《綠色奇蹟》（The Green Mile）
- 《手到擒來》（Bait）
- 《人狗對對碰》（Best in Show）
- 《千驚萬險》（Proof of Life）
- 《麻辣女王》（Miss Congeniality）
- 《勿忘我》（Hearts in Atlantis）
- 《忘了我是誰》（The Majestic）
- 《萬里追兇》（The Salton Sea）
- 《拿命線索》（Murder by Numbers）
- 《星際冒險王》（The Adventures of Pluto Nash）
- 《貼身情人》（Two Weeks Notice）
- 《歌聲滿人間》（A Mighty Wind）
- 《搶錢袋鼠》（Kangaroo Jack）
- 《捕夢網》（Dreamcatcher）
- 《愛在日落巴黎時》（Before Sunset）
- 《搶錢袋鼠：美國佳期》（Kangaroo Jack: G'Day U.S.A.!）
- 《北極特快車》（The Polar Express）
- 《麻辣女王2：美麗的要命》（Miss Congeniality 2: Armed and Fabulous）
- 《問鼎奧斯卡》（For Your Consideration）
- 《女人領地》（In the Land of Women）
- 《K歌情人》（Music and Lyrics）
- 《混沌理論》（Chaos Theory）
- 《料理絕配》（No Reservations）
- 《全面反擊》（Michael Clayton）

### 新線影業發行
- 《Barcelona》
- 《瞞天殺局》

### 環球影業發行
- 《最後迪斯可》（The Last Days of Disco）
- 《KISS情人》（The Story of Us）

## 外部連結
- 互联网电影数据库（IMDb）上《城堡石娛樂公司》的资料（英文）